# Рейдер Юлія Олександрівна
Ю́лія Олекса́ндрівна Рéйдер (нар. 1870, м. Харків — пом. 1942, м. Одеса) — оперна співачка (лірико-драматичне сопрано) і педагогиня, фундаторка одеської вокальної школи, професорка і перша завідувачка кафедрою сольного співу Одеської консерваторії (1917—1942), громадська діячка і науковиця.

## Життєпис
Народилась в Харкові 1870 року. Вокалу навчалась 1887—1890 років у Харківському музичному училищі у Селіни Мотте. Свою майстерність удосконалювала в Петербурзі в учениці М. Глінки Дарії Леонової та в Італії у Себастьяно Ронконі та Мартіна Петца.
Працювала в італійських оперних театрах, в Харківському оперному театрі, 1891 року співала в Большому театрі, згодом також співала на сценах Іркутська, Єкатеринбурга, Києва, Вятки.
Виконувала складні арії оперного репертуару Дж. Верді, П. І. Чайковського, М. А. Римського-Корсакова та ін.
Викладала вокал в Могильові на міських курсах співу. Серед її учнів — народний артист РРФСР Сергій Мігай.
Від 1909 року викладала в Одеському музичному училищі.
Від 1913 — викладачка Одеської консерваторії.
Від 1917 року — завідувачка кафедрою сольного співу Одеської консерваторії. Була засновницею основних принципів методики вокалу 20-30-х років, намагалась поставити на наукову основу вокальну педагогіку, покінчити з дилетантським підходом у навчанні. «Сутність єдиного методу викладання вона формулювала так: „Техніка вокалу і розкриття художнього образу, як нерозривний процес“; „Хто хоче співати — повинен вміти дихати, в диханні — життя вокаліста“; „Співак, який не володіє серединою свого голосу, ніколи не зможе співати“».
Прихильниками її поглядів з викладання вокалу були О. Асланова та В. Селявін.
Серед її учнів: народний артист СРСР Михайло Гришко, народна артистка УРСР Марія Бем, заслужений артист УРСР Арнольд Азрікан, заслужений артист РРФСР Борис Гефт, заслужений артист БРСР Володимир Шахрай.
Послідовниками Юлії Рейдер, які розвивали традиції одеської вокальної школи, були такі її учні як заслужена артистка УРСР О. М. Благовидова (завідувачка кафедри вокального співу в 1944—1974 роках), професор І. В. Райченко, Ф. І. Дубіненко, М. В. Голятовська, Н. М. Бартош-Седенко.
Під час Другої світової війни Юлія Рейдер залишалась в Одесі, де й пішла з життя 1942 року.